# Kristoffer Berg
Kristoffer Zakarias Berg (Skellefteå, 17 de julio de 1995) es un deportista sueco que compite en lucha grecorromana. Ganó una medalla de bronce en el Campeonato Europeo de Lucha de 2018, en la categoría de 87 kg.

## Palmarés internacional
| Campeonato Europeo | Campeonato Europeo | Campeonato Europeo | Campeonato Europeo |
| Año                | Lugar              | Medalla            | Categoría          |
| ------------------ | ------------------ | ------------------ | ------------------ |
| 2018               | Kaspisk (Rusia)    | Medalla de bronce  | 87 kg              |